# Drosophila longifrons
Drosophila longifrons är en tvåvingeart som beskrevs av Oswald Duda 1923. Drosophila longifrons ingår i släktet Drosophila och familjen daggflugor.
Artens utbredningsområde är Taiwan.